# 20 km (rejon zielenogradski)
20 km (ros. 20 км) – przystanek kolejowy w miejscowości Pieriesławskoje, w rejonie zielenogradskim, w obwodzie królewieckim, w Rosji. Położony jest na linii Królewiec – Pionierskij – Swietłogorsk.

## Historia
W okresie przynależności tych terenów do Niemiec istniała stacja kolejowa Drugehnen, położona kilkaset metrów na południe od współczesnego przystanku.